# Grand Prix automobile de Donington 1936
Le Grand Prix automobile de Donington 1936 (II Donington Grand Prix) est un Grand Prix qui s'est tenu sur le circuit de Donington Park le 3 octobre 1936.

## Grille de départ du Grand Prix
| 1re ligne | Pos. 1                       | Pos. 2                 | Pos. 3            | Pos. 4                |
| --------- | ---------------------------- | ---------------------- | ----------------- | --------------------- |
|           | Cholmondeley-Tapper Maserati | Clarke Delahaye        | Maclure Riley     | Parnell MG            |
| 2e ligne  | Pos. 5                       | Pos. 6                 | Pos. 7            | Pos. 8                |
|           | Taylor Bugatti               | Carrière Delahaye      | Jucker Alta       | Au. Dobson Alfa Romeo |
| 3e ligne  | Pos. 9                       | Pos. 10                | Pos. 11           | Pos. 12               |
|           | Bira Maserati                | Powys-Lybbe Alfa Romeo | Rüesch Alfa Romeo | Scribbans ERA         |
| 4e ligne  | Pos. 13                      | Pos. 14                | Pos. 15           | Pos. 16               |
|           | Whitehead ERA                | Connell Alfa Romeo     | Briault ERA       | Martin Alfa Romeo     |
| 5e ligne  | Pos. 17                      | Pos. 18                | Pos. 19           | Pos. 20               |
|           | Schell Delahaye              | Le Bègue Delahaye      | Kautz Maserati    | Tongue ERA            |
| 6e ligne  | Pos. 21                      | Pos. 22                |                   |                       |
|           | White Bugatti                | Ar. Dobson Alfa Romeo  |                   |                       |

## Classement de la course
| Pos. | no | Pilote                              | Écurie                          | Châssis          | Tours | Temps/Abandon                | Grille |
| ---- | -- | ----------------------------------- | ------------------------------- | ---------------- | ----- | ---------------------------- | ------ |
| 1    | 12 | Hans Rüesch Richard Seaman          | Hans Rüesch                     | Alfa Romeo 8C-35 | 120   | 4 h 25 min 22 s (111,4 km/h) | 11     |
| 2    | 10 | Charles Martin                      | Charles Martin                  | Alfa Romeo P3    | 120   | + 3 min 3 s                  | 16     |
| 3    | 8  | Peter Whitehead Peter Walker        | Peter Whitehead                 | ERA B-Type       | 120   | + 6 min 13 s                 | 13     |
| 4    | 15 | Reginald Tongue                     | Reginald Tongue                 | ERA B-Type       | 120   | + 7 min 7 s                  | 20     |
| 5    | 18 | Prince Bira                         | Prince Chula of Siam            | Maserati 8CM     | 120   | + 7 min 57 s                 | 9      |
| 6    | 19 | Austin Dobson                       | Austin Dobson                   | Alfa Romeo P3    | 120   | + 9 min 38 s                 | 8      |
| 7    | 3  | Antony Powys-Lybbe                  | Antony Powys-Lybbe              | Alfa Romeo Monza | 118   | + 2 tours                    | 10     |
| 8    | 23 | René Carrière George Field          | Alan Selbourne                  | Delahaye 135S    | 118   | + 2 tours                    | 6      |
| 9    | 17 | Ian Connell Kenneth Evans           | Ian Connell                     | Alfa Romeo       | 115   | + 5 tours                    | 14     |
| 10   | 16 | Arthur Charles Dobson Andrew Leitch | Arthur Charles Dobson           | ERA              | 115   | + 5 tours                    | 22     |
| 11   | 11 | Thomas Clarke Maurice Falkner       | Thomas Clarke                   | Delahaye 135S    | 114   | + 6 tours                    | 2      |
| 12   | 22 | Laury Schell Alan Selbourne         | Alan Selbourne                  | Delahaye 135S    | 114   | + 6 tours                    | 17     |
| 13   | 14 | Douglas Briault Denis Evans         | Douglas Briault                 | ERA              | 113   | + 7 tours                    | 15     |
| 14   | 9  | Darcy Taylor Arthur Baron           | Darcy Taylor                    | Bugatti          | 112   | + 8 tours                    | 5      |
| 15   | 21 | René Le Bègue Kaye Don              | Alan Selbourne                  | Delahaye 135S    | 100   | + 20 tours                   | 18     |
| Abd. | 7  | Denis Scribbans Hector Dobbs        | Denis Scribbans                 | ERA              | 67    | Moteur                       | 12     |
| Abd. | 6  | Reg Parnell                         | Reg Parnell                     | MG               | 58    | Arbre d'essieu               | 4      |
| Abd. | 24 | Christian Kautz                     | Christian Kautz                 | Maserati         | 55    | Pistons                      | 19     |
| Abd. | 2  | Thomas Pitt Cholmondeley-Tapper     | Thomas Pitt Cholmondeley-Tapper | Maserati         | 42    | Volant                       | 1      |
| Abd. | 24 | Cyril White                         | Privé                           | Bugatti          | 23    | Arbre de transmission        | 21     |
| Abd. | 4  | Philip Jucker                       | Privé                           | Alta             | 23    | Pression d'huile             | 7      |
| Abd. | 5  | Percy Maclure                       | Privé                           | Riley            | 1     | Arbre de transmission        | 3      |
| Np.  | 20 | Pablo Curtis                        | Privé                           | Salmson          |       | Non partant                  |        |

## Pole position et record du tour
- Pole position :  Thomas Pitt Cholmondeley-Tapper (Maserati) par tirage au sort.
- Meilleur tour en course :  inconnu.